# Norton Simon
Norton Simon, född 5 februari 1907 i Portland, Oregon, död 2 juni 1993 i Beverly Hills, Los Angeles, Kalifornien, var en amerikansk industrimagnat och konstsamlare. Konstmuseet Norton Simon Museum i Pasadena, Kalifornien bär hans namn.
Från 1971 fram till sin död var han gift med skådespelerskan Jennifer Jones.